# 3 Musketeers
3 Musketeers — шоколадный батончик, состоящий из взбитой пушистой нуги, покрытый шоколадом. Производится в США и Канаде компанией Mars. На постсоветском пространстве, Европе и на Ближнем Востоке не продается. В этих регионах продаются батончики Milky Way с рецептурой, аналогичной рецептуре американской версии «3 мушкетера». Батончик был третьим брендом, произведенным M&M / Mars. Появился в 1932 году. Первоначально у него было три части в одной упаковке — ароматизированные шоколадом, клубникой и ванилью. От этого и произошло название, в честь романа Александра Дюма-отца «Три мушкетёра». Рост цен и ограничения военного времени на сахар привели к постепенному отказу от ванили и клубники. Он был одним из самых доступных батончиков. Цена на него была 5 центов.

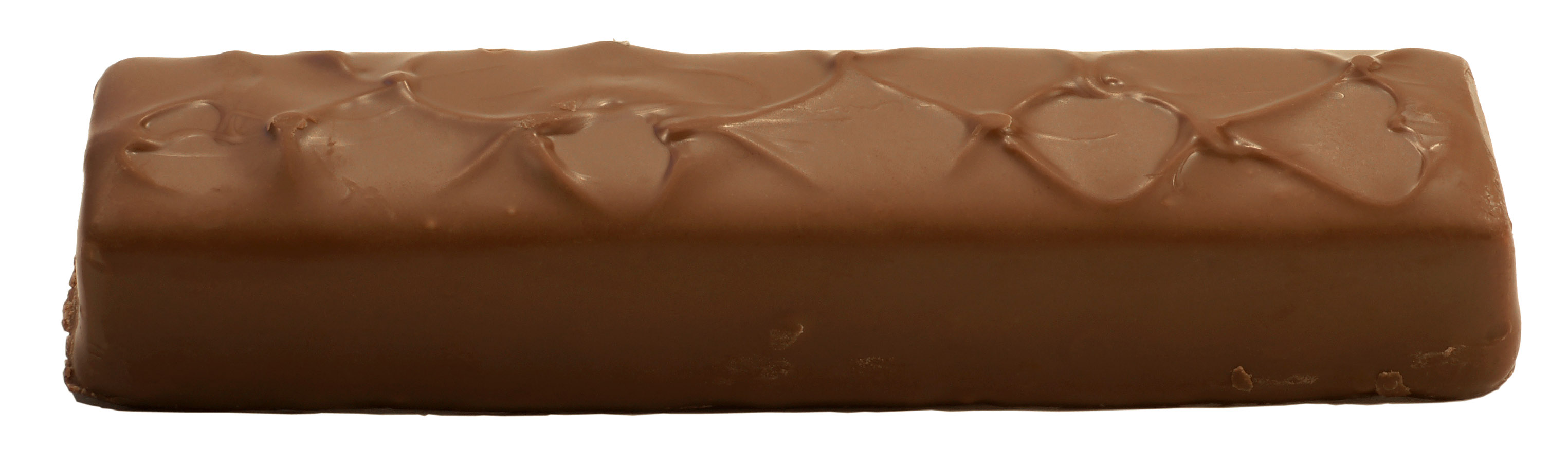
3 Musketeers

Чтобы отметить 75-ю годовщину появления шоколадного батончика, компания Mars представила 3 Musketeers Mint, первое расширение линейки бренда. Это произошло в августе 2007 года. В том же году Mars выпустил лимитированную серию «осеннего мини-микса» 3 Musketeers. В нём была французская ваниль, капучино мокко и клубника. За этим последовали вишневые 3 Musketeers в 2008 году, малиновые и апельсиновые на Пасху 2008 года. Апельсиновый батончик был покрыт молочным шоколадом, в то время как вишнёвый и малиновый были покрыты темным шоколадом.

## Производство
Конфета изготовлена из взбитой нуги, покрытой молочным шоколадом. Батончики производятся в Чикаго, Иллинойс; Элизабеттаун, Пенсильвания; и Ньюмаркет, Онтарио.

## Пищевая ценность
Стандартный размер
- Масса нетто: 60 граммов
- 257 калорий
- Жиры: 5 грамм
- Сахар: 40 грамм

Мини-размер
- Масса нетто: 41 грамм
- 179 калорий
- Жиры: 5 грамм
- Сахар: 27 граммов

## Вкусы
- Оригинальный (3 кусочка: шоколад, ваниль, клубника), 1932—1945
- Шоколад с начинкой, 1945—наст. время
- Мята, 2007
- «Autumn Minis» — капучино, французская ваниль и клубника, 2007
- Вишня, 2008
- Малина, 2008
- Апельсин, 2008
- Шоколадно-клубничный брауни, 2008
- Шоколадный брауни (Серия ''Generation Max'оф')
- Хрустящий трюфель
- Зефир, ограниченная серия «Minis», Пасха 2011 и 2012
- Кокос, 2011
- Горячий шоколад и зефир, Рождество 2012